# Вила-Лангару
Вила-Лангару (порт. Vila Lângaro)  —  населённый пункт и муниципалитет в Бразилии, входит в штат Риу-Гранди-ду-Сул. Составная часть мезорегиона Северо-запад штата Риу-Гранди-ду-Сул. Входит в экономико-статистический  микрорегион Пасу-Фунду. Население составляет 2230 человек на 2007 год. Занимает площадь 152,172 км². Плотность населения — 14,65 чел./км².
Праздник города —  22 октября.

## История
Город основан 28 декабря 1995 года. 

## Статистика
- Валовой внутренний продукт на 2003 составляет 41.638.056,00 реалов (данные: Бразильский институт географии и статистики).
- Валовой внутренний продукт на душу населения на 2003 составляет 18.238,31 реалов (данные: Бразильский институт географии и статистики).
- Индекс развития человеческого потенциала на 2000 составляет 0,783 (данные: Программа развития ООН).